# Ahmed Musa
Nezaměňovat se saúdskoarabským fotbalistou jménem Ahmed Al-Musa.
Ahmed Musa (* 14. října 1992 Jos) je nigerijský fotbalový útočník a reprezentant, momentálně hrající za nigerijský tým Kano Pillars.

## Klubová kariéra
Největší úspěchy zažil v klubu CSKA Moskva mezi lety 2012 – 2016, se kterým vyhrál třikrát 1. ruskou fotbalovou ligu, dvakrát Ruský Superpohár a jednou Ruský pohár, kde byl nejlepším střelcem se 4 góly. V sezoně 2018/2019 vyhrál s týmem Al-Nassr FC 1. arabskou fotbalovou ligu a následující rok 2020 Arabský Superpohár.

## Reprezentační kariéra
S nigerijskou reprezentací se zúčastnil, kromě přátelských utkání a kvalifikací, Mistrovství světa ve fotbale 2014 v Brazílii, Mistrovství světa ve fotbale 2018 v Rusku, Mistrovství Afriky U20 2011, Konfederačního poháru FIFA 2013 a čtyřikrát Afrického poháru národů (2013, 2019, 2022, 2024), kdy  roce 2013 tento turnaj vyhráli. V roce 2019 obsadili 3. místo a 2024 skončili na 2. místě (do tohoto turnaje ovšem nezasáhl, byl pouze na lavičce).